# Tatuyo
Tatuyo es un grupo étnico indígena que habita en la cuenca alta del Piraparaná y el alto Papurí, en el departamento colombiano de Vaupés. Su número estaría sería de unos 300 individuos.

## Organización social
Se trata de un conjuntos de clanes patrilineales, que se identifican como unidad lingüística exogámica y poseen saberes propios, así como otras marcas comunes de identidad social. Se consideran descendientes de una misma anaconda celeste de origen acuático, a los cuales el chamán danta asignó territorios contiguos, estableciendo jerarquías entre ellos.
Los clanes en orden jerárquico son pamüa (armadillo o tatú, nombre por el que se conoce al conjunto); peta hüna (hormiga brava negra, vienen de la catarata de la piña); owa (zarigüeya); hüna bürüri; hüna pünaa y pinoa (boa).
Viven en casas comunales o "maloca" de 12 a 21 m de ancho por 15 a 28 m de largo y 6 a 8 m de altura, con techo de dos aguas, y también en campamentos o chozas provisionales con techo de un declive. El jefe es el hermano mayor.

## Economía
Practican la agricultura itinerante; cultivan yuca amarga, chontaduro, plátanos, caña de azúcar, piña y papaya. Cazan con cerbatana o escopeta y pescan con anzuelos, trampas o arco y flecha. Crían gallinas.
Los hombres labran en troncos las canoas de 3 a 6 m de largo y los remos y además tejen diferentes clases de canastos, entre ellos el grande, pií, en el que las mujeres llevan a la espalda cargas muy pesadas.
Las mujeres se encargan de cocinar el casabe de yuca y de la alfarería, aunque en las partes más altas del Piraparaná es escasa la arcilla.

## Ritual
Los instrumentos musicales, como las flautas de carrizo peruu, la flauta larga torôâ de 40 cm, la trompeta de caparazón de tortuga, pitos de caracol, cascanueces, maracas ñaha, marcapasos waü wü y tambores, son fabricados por los hombres y se guardan en la maloca, al igual que los atuendos de los bailes, como las coronas de plumas. Para los rituales se preparan los cantos y relatos de origen, especialmente sobre la anaconda primordial y la danta chamán y durante ellos se baila y se consume coca, tabaco en polvo y yajé.

## Lengua de ennio
Su idioma es tonal y pertenece a la rama oriental de la familia tukano.